# Nimoca

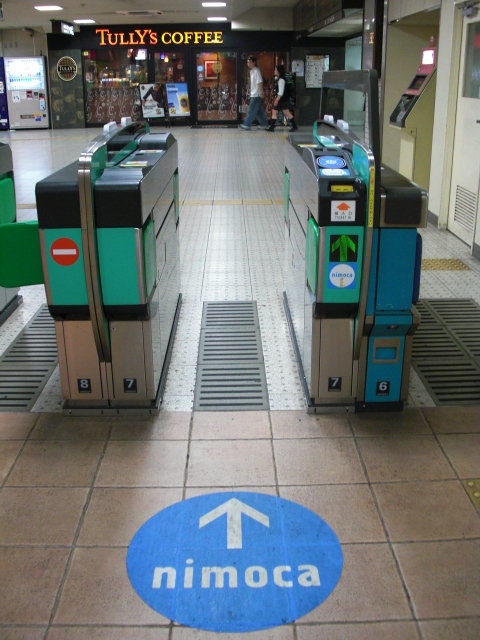
可使用nimoca的自動閘門驗票機
（久留米站）

「Touch & Go」拍卡進站方式

nimoca（日语：ニモカ）是日本一種基於CJRC規格發行的可再增值、非接觸式智能卡（IC卡），兼有儲值車票及電子錢包功能，主要於九州地區流通。該卡於2008年5月18日在西鐵鐵軌道及公車路網開始導入使用，由西日本鐵道（西鐵）全資子公司「株式会社ニモカ」負責發行及營運。nimoca是「"nice money card"」（優秀代幣卡）的略稱，同時也有「にも」（也）的含意，即「電車也可、巴士也可、購物也可，隨處可用的IC卡片」，官方吉祥物是金色的雪貂。

## 種類
nimoca可大致分為以下種類：
nimoca、star nimoca
普通的nimoca，不具備信用卡或金融卡功能，可附加通勤定期票券功能（含西鐵－地下鐵連絡定期券）。
- nimoca（Mejiron nimoca、Denden nimoca、ICAS nimoca、tsu-tsu-nimoca）

無記名式卡片，乘車時可積點。雖為無記名式卡片，仍可透過登記免費會員將原有卡片改為記名式卡片。
除nicoma公司發行的nicoma以外，還有地方各自發行的原創nimoca，包括：Mejiron nimoca（大分縣）、Denden nimoca（熊本市交通局）、ICAS nimoca（北海道函館市）、tsu-tsu-nimoca（佐賀縣）。
- star nimoca（Star Mejiron nimoca、Star Denden nimoca、Star ICAS nimoca）

記名式nimoca，遺失時可重新發行。除乘車時可積點，另可在nimoca加盟店購物可以積點，使用前需要自登記成為會員。卡片正面印有持卡人姓名、性別和星星記號（★）。
nimoca聯名卡
nimoca聯名卡是由金融機構發行的VISA、MASTERCARD或JCB聯名信用卡及金融卡，僅能透過金融機構申請發行，無法從西鐵售票或服務中心申請及發行，nimoca聯名卡也具備自動加值功能，在導入範圍內以餘額低於1,000日圓的nimoca乘車時可自行加值至指定金額。銀行發行的nimoca聯名卡有：arecore nimoca（福岡銀行、熊本銀行）、ALL IN ONE nimoca（西日本都會銀行）、MUSBO nimoca（福岡中央銀行） 、moteca-de-nimoca（佐賀銀行）、taiyo patona nimoca（宮崎太陽銀行）、YM CARD nimoca（北九州銀行）。
另外，nimoca也有與航空公司合作可點數互換的nimoca聯名信用卡，更可在乘搭日本國內線航班時使用，如：JMB nimoca（日本航空）和ANA VISA nimoca（全日空、三井住友信用卡）。
自訂nimoca
可將任何設計印於nimoca表面，由於每次須最少訂購500張以上，主要為公司或發行紀念卡和活動卡之用。卡片不設押金，預先儲值金額可以由申請者任意設定，惟無法記名以及附加通勤定期票券功能。

## 引入公司
以下的各鐵軌道、巴士公司已經引入（包括只限一部分路線引入的公司）。
- 西鐵集團
  - 西日本鐵道（鐵道、巴士）
  - 福岡西鐵的士（日语：福岡西鉄タクシー）
  - 筑豐電氣鐵道
  - 西鐵高速巴士（日语：西鉄高速バス）
  - 西鐵巴士北九州（日语：西鉄バス北九州）
  - 北九西鐵的士（日语：北九西鉄タクシー）
  - 西鐵巴士筑豐（日语：西鉄バス筑豊）
  - 西鐵巴士宗像（日语：西鉄バス宗像）
  - 宗像西鐵的士
  - 西鐵巴士二日市（日语：西鉄バス二日市）
  - 西鐵巴士久留米（日语：西鉄バス久留米）
  - 西鐵巴士大牟田（日语：西鉄バス大牟田）
  - 西鐵巴士佐賀（日语：西鉄バス佐賀）
- JR九州巴士
- 昭和自動車
- 佐賀市交通局（日语：佐賀市交通局）
- 祐德巴士（日语：祐徳バス）
- 山電交通（日语：サンデン交通）
- 北九州市交通局
- 熊本市交通局 - でんでんnimoca
- 大分地區 - めじろんnimoca
  - 大分交通
  - 大分巴士（日语：大分バス）
  - 龜之井巴士（日语：亀の井バス）
- 日田巴士（日语：日田バス）
- 宮崎交通（日语：宮崎交通）
- 函館地區 - ICAS nimoca
  - 函館市企業局交通部
  - 函館巴士（日语：函館バス）
- 長崎地區 - nagasaki nimoca
  - 松浦鐵道
  - 長崎電氣軌道
  - 九州急行巴士（日语：九州急行バス）
  - 長崎縣營巴士（日语：長崎県交通局）
  - 長崎縣央巴士（日语：長崎県央バス）
  - 西肥巴士（日语：西肥自動車）
  - 佐世保巴士（日语：させぼバス）

## IC卡間整合互通

日本國內交通類IC卡互通關係圖

互相通用
以下加入「交通類IC卡全國相互利用服務」的IC卡間實施互通（nimoca可於該卡導入區間內使用，反之亦然）。
- SUGOCA - JR九州、北九州單軌電車
- hayakaken - 福岡市交通局市營地下鐵、巴士等
- Suica - JR東日本、伊豆急行、東京單軌電車等
- PASMO - 首都圏私鐵及巴士業者
- TOICA - JR東海
- manaca - 名古屋市交通局、名古屋鐵道等
- ICOCA - JR西日本、JR四国等
- PiTaPa - 近畿圏私鐵及巴士業者等（電子錢包除外）
- Kitaca - JR北海道

有限度互相通用
以下的IC卡間實施地區有限度互通（nimoca可於該卡導入區間內使用，但該卡僅能在部份nimoca導入區間使用）。
- 熊本地域振興IC卡（暱稱「熊本熊IC卡」） - 熊本県縣内私鐵及巴士（電子錢包除外）

僅限nimoca使用範圍中的熊本市路面電車可使用熊本熊IC卡
單方面通用
以下IC卡間實施單方面通用（nimoca可於該卡導入區間內使用，但該卡則無法於nimoca導入區間內使用）。
- SAPICA - 札幌市交通局等（電子錢包除外）
- icsca - 仙台市交通局・宮城交通
- odeca - JR東日本氣仙沼線・大船渡線BRT
- Ryuto - 新潟交通
- PASPY - 廣島電鐵等
- IruCa - 高松琴平電鐵等（電子錢包除外）

上述IC卡間互相通用服務導入後，仍有部份業者（如千葉都市單軌電車、PiTaPa範圍部份業者）或系統（如：JR東日本綠色車廂Suica系統）不支援相關服務。
社福折扣IC卡被排除在互通範圍外，該種卡片無法在互通使用區間內使用，反之互通卡片亦無法在nimoca使用區間內利用。

## 沿革
- 2007年（平成19年）
  - 5月30日：西日本鐵道成立全資子公司的發卡公司西鐵卡股份有限公司。
  - 7月23日：公佈卡片名稱「nimoca」與卡片設計、代言人。同日西鐵卡股份有限公司改名為nimoca股份有限公司。
- 2008年（平成20年）
  - 3月20日：『nimoca』塗裝電車開始運行。
  - 4月18日：公佈自2010年春起，與JR九州SUGOCA、福岡市交通局快捷卡、JR東日本Suica可開始互相使用。
  - 5月18日：啟用。（最初的引入處所為除貝塚線以外西鐵電車全線與那珂川自動車營業所）
  - 8月11日：累計發卡總數突破10萬張。
  - 8月12日：Best電器的14店舖引入。
  - 10月10日：西鐵福岡（天神）車站大樓內的Tower Record引入。
  - 10月23日：九州電力集團公司營運的九電Infocom（日语：キューデンインフォコム）點數由「hearcon」轉移至nimoca。是首次與其他公司點數合作[27]。
  - 10月24日：2009年春起公佈將會發行JAL里數銀行（日语：JALマイレージバンク）與信用nimoca一體化的「JMB nimoca卡」。
  - 12月1日：新出光（日语：新出光）集團引入。新的加油站、租車站啟用nimoca。
- 2009年（平成21年）
  - 1月20日：Right-on（日语：ライトオン）西鐵福岡站大樓店引入。
  - 3月16日：電車巴士聯絡定期券、巴士定期券、エコル卡開始搭載。殘疾人用nimoca開始發售。
  - 3月31日：鄰近春日原站的停車場以nimoca啟用泊車轉乘優惠。使用IC卡作為電車乘車履歷連動型優惠是九州首次。
  - 4月1日：太宰府市的社區巴士「まほろば號」只限使用普通車費時啟用。
  - 4月26日：久留米地區的西鐵巴士開始引入。
  - 5月13日：可使用nimoca的投幣儲物櫃開始設置。
  - 5月18日：久留米西鐵的士的久留米營業所車輛有限度引入。
  - 5月31日：筑豐地區的西鐵巴士完成引入。久留米西鐵的士的久留米營業所所有車輛也引入完成。
  - 7月16日：舉行麥當勞nimoca活動（至9月30日為止。西鐵高宮站、大橋站構內店舖）。
  - 8月21日：とうじ福岡大樓店引入。
  - 8月30日：久留米地區、大牟田地區的西鐵巴士也引入完成。至此，除長距離高速路線以外所有西鐵巴士都已啟用。
  - 9月1日：福岡機場內的兩間新飲食店引入。
  - 10月29日：發行數量突破50萬張。
  - 11月9日：巴士定期券類nimoca化完成。
- 2010年（平成22年）
  - 2月27日：昭和巴士一部分路線引入。
  - 3月6日：福岡城市環線巴士（日语：福岡シティループバス「ぐりーん」）引入。
  - 3月13日：與SUGOCA、快捷卡、Suica開始互相使用。
  - 3月19日：限於久留米西鐵的士設有nimoca終端機的車輛開始點數服務[28]。
  - 5月7日：發行數量突破100萬張。
  - 12月18日：大分巴士、大分交通的巴士中心、營業所一同在Mejiron nimoca綜合櫃枱開始發售Mejiron nimoca。
  - 12月26日：大分巴士、大分交通的一部分路線引入。同時左述2間公司的巴士車內開始發售Mejiron nimoca。
- 2011年（平成23年）
  - 3月20日：大分巴士、大分交通的所有路線（一部分除外）與龜之井巴士（日语：亀の井バス）引入。
  - 3月25日：G-Plan（日语：ジー・プラン）營運的「G點數（日语：Gポイント）」、大賀藥局（日语：大賀薬局）的「Bibica點數」及加盟同公司的綠郵票（日语：グリーンスタンプ）的「J-Point」啟動點數交換[29][30]。
  - 10月15日：發行數量突破150萬張。
- 2013年（平成25年）
  - 4月1日
    - 大野城市社區巴士「まどか號」引入。
    - Futaba圖書（日语：フタバ図書）的「Foreca點數」啟動點數交換。（只限單方向）[31]

  - 7月16日：發行數量突破200萬張。
  - 8月26日：春日市社區巴士「やよい」引入。
- 2014年（平成26年）
  - 3月28日：熊本市交通局（熊本市電）引入的同時，熊本市電版券面的「でんでんnimoca」開始發售。起初在辛島町電停轉乘不能使用nimoca（轉車券可以），2015年3月26日起啟用nimoca[32]）。
  - 4月：小郡市社區巴士「七夕ふれあい號」引入。
  - 7月22日：可用於支付Wii U，開始與其他的交通系電子貨幣一同引入[33]。
  - 10月1日：Fukufuku天神號（日语：ふくふく天神号）（只限西鐵班次）[34]
- 2015年（平成27年）
  - 3月14日：筑豐電氣鐵道引入[35]。
  - 11月14日：宮崎交通引入。
- 2016年（平成28年）10月18日：發行數量突破300萬張[36]。
- 2017年（平成29年）
  - 2月16日：佐賀市交通局（日语：佐賀市交通局）引入[37]。
  - 3月25日：函館市企業局交通部（函館市電）與函館巴士（日语：函館バス）作為「ICAS nimoca」引入[注 1]。
  - 4月1日：開始向精神障礙者保健福祉手帳持有人發售殘疾人用nimoca[注 2]。
  - 9月3日：佐賀縣開始發售佐賀原初的nimoca「tsu-tsu-nimoca」。
- 2018年（平成30年）3月12日：昭和巴士的所有路線（社區巴士、共乘的士等除外）引入。
- 2019年（平成31年）3月1日：祐德巴士引入。
- 2020年（令和2年）
  - 3月1日：松浦鐵道作為「nagasaki nimoca」引入[38]。
  - 3月22日：長崎電氣軌道作為「nagasaki nimoca」引入[39]。
  - 3月27日：九州急行巴士（日语：九州急行バス）作為「nagasaki nimoca」引入[40]。
  - 6月21日：長崎縣營巴士（日语：長崎県交通局）、長崎縣央巴士（日语：長崎県央バス）作為「nagasaki nimoca」引入[41]。
  - 6月28日：西肥巴士（日语：西肥自動車）、佐世保巴士（日语：させぼバス）作為「nagasaki nimoca」引入[42]。
- 2021年（令和3年）
  - 3月6日：山電交通（日语：サンデン交通）引入。
  - 3月31日：西鐵電車、筑豐電氣鐵道、西鐵集團運行的路線巴士全線與高速巴士，乘車點數與服務結束[43]。
  - 10月30日：北九州市營巴士引入[44][45]。

## 外部連結
- 官方網站（页面存档备份，存于）（日語）
- 西鐵生活網（页面存档备份，存于）（日語）（繁體中文）（简体中文）
- Fukuoka Go Pass（页面存档备份，存于）（繁體中文）